# 怀柔县行宫
怀柔县行宫，位于北京市怀柔区，是清朝所建的皇家行宫。

## 简介
怀柔县行宫地处两条出北京的道路的必经之处。行宫位于怀柔县南门外，建于清朝康熙五十三年。《日下旧闻考》卷一百三十九《京畿怀柔县》记载：

増：行宫在南门外。（《怀柔县志》）臣等谨按：《怀柔县志》康熙四十九年始以三教堂旧址改建祇园寺，遂建行宫于其地，五十三年増修。正殿东室恭悬皇上御书联曰：“目同碧宇朗无尽，心与白云散以闲。”西室联曰：“千畦香扑黄云徧，列嶂屏拖碧霭横。”佛室联曰：“觉路圆通参妙谛，法幢清浄领真香。”后殿东室联曰：“轻风杨柳迎头爽，浓露郊原蓄目清。”皆御书。
増：乾隆二十九年御制怀柔县行宫停跸诗：弹汗缘耀武，归化欲敷文。自在纲维挈，宁关名字纷。行宫才数宇，停跸迥堪欣。敦朴钦先典，吾惟扬觐勤。
臣等谨按：怀柔县行宫御制诗，恭载首见之篇，余不备录。

《康熙怀柔县志》记载，怀柔县起初只在县城南门外三教堂的左侧张设龙棚，后来以三教堂旧址改建祇园寺，遂创建怀柔县行宫，并增建殿宇。峰山口处道路狭窄，仅能供人步行，乃凿山为路，可通车辆。每年四月、九月，工部派官员前来为御道督修道路，不限时间及用工人数，修好为止，开支巨大。后工部作出规定。怀柔县知县吴景果在《康熙怀柔县志》中记述的规定如下：“每一里用夫五名，每名工价银六分，每一次用夫五日，共五百七十五名。”垫道泼水使用水车的规定是：“五里用水车一辆，每辆日给工价银三钱，每一次用车二日，共车九辆。”遇雨遇风，用工和水车要加倍。知县吴景果怕误了工作，所以在工部的规定外，又自备人力五、六百人，水车四、五十辆备用。另外每年要检修怀柔县境内的五座桥。每年随着水位涨落，河面宽窄不定，宽时便要用更多木料搭桥。怀柔县没有木厂，要从密云县、顺义县购买木料，需要花大笔运费。若大雨引发水涨，要撤去木桥改采摆渡。皇差经过时，也要搭桥。木桥常被冲垮。知县吴景果在任9年，木桥5次被“冲漂”，需要重建。知县吴景果还在峰山口至梨园庄的御道上，每五里设一座茶棚，四月捐冰梅汤，九月捐姜茶汤。